# Изабел Хатон
Др Изабел Галовеј Хатон (енгл. Isabel Galloway Hutton}}; Единбург, 11. септембар 1887 — Лондон, 11. јануар 1960)) је била шкотска лекарка из доба Првог светског рата.
За своје заслуге награђена је Орденом белог орла. По њој је названа средња медицинска школа у Врању.

## Биографија
Изабел Хатон је рођена као Изабел Емсли (енгл. Isabel Emslie). Завршила је школу за психијатра и специјализовала се за менталне поремећаје.

### Први светски рат
У Први светски рат је ушла 1915. године као припадник Шкотских женских болница (енгл. Scotish Women's Hospitals - SWH). Њена јединица је основала болницу под шаторима у месту Троа у Француској.
Из Француске, Изабел је у новембру 1915. пребачена у Гевгелију, одакле се убрзо повукла у Солун на Солунски фронт.
У лето 1918. је именована за главног болничког официра и прекомандована је у Врање.
Дошла је са још 11 лекара и 40 медицинских сестара.
Радила је на лечењу и војника, али и цивилног становништва.
У граду су у то време харали пегави тифус и шпанска грозница.
Изабел Хатон је поставила основе здравствене заштите у Врању.
Познате су биле под надимком сиве препелице, због своје сиве униформе.
У Врању је остала до октобра 1919. и помогла је у оснивању локалне цивилне болнице за коју је оставила опрему и хируршке инструменте.
Свој ратни ангажман је завршила на командној позицији у јединици стационираној у Београду године 1920.

### Након Првог светског рата
Након рата, Изабел је кратко време радила на неговању деце на Криму.
Одатле је преузела управу над болницом у Севастопољу, али је ту активност прекинуо Руски грађански рат.
Повукла се у Константинопољ, одакле је водила кампању помоћи руским избеглицама.
Ту је и упознала свог будућег супруга Томаса Хатона (касније генерал-потпуковник сер Томас Хатон).
Током Другог светског рата, заједно са својим супругом лордом Хатоном, била је стационирана у Индији.
Ту је управљала организацијом Црвеног крста.

### Занимљивости
"Чим се Србин опорави, он пева и игра. То је било у његовој природи, саставни део његовог живота, као што је била природна ствар обрађивати земљу. Њихова омиљена пјесма била је Тамо далеко. Песма говори о томе како су напистили своју земљу и изражава чежњу за кућом. Неке од нас жена певале су заједно с војницима, и кроз ту песму с многобројним стиховима заволела сам тај лепи језик." Леди Хатон
"Најлепше дане свога млађаног живота провела сам у Србији. Део себе оставила сам у Србији. Део Србије живи самном у Лондону." Леди Хатон